# Mardgotz
Mardgotz (arménien : Մարտկոց, littéralement « La Batterie » ou « Le Bastion ») est un journal en langue arménienne fondé le 11 septembre 1932 par une faction dissidente de la Fédération révolutionnaire arménienne à Paris et publié jusqu'au 3 septembre 1933.

## Historique
Au début des années 1930, et plus précisément à partir de 1931, une partie des militants de la branche française de la Fédération révolutionnaire arménienne (FRA) se soulève contre la direction caucasienne du parti. Ce mouvement de contestation met en danger toute l'organisation de la FRA car il voit l'émergence d'une multitude de comités dissidents à travers la France. Il atteint son pic avec la publication de Mardgotz de septembre 1932 à septembre 1933. Parmi les leaders de cette branche contestataire, et donc du journal, on compte Vasken Chouchanian, Lévon Mozian et Mesrob Kouyoumdjian. Ce premier est même attaqué physiquement à Issy-les-Moulineaux, l'un des bastions de la diaspora arménienne en France. Minoritaires, les dissidents sont rapidement exclus du parti.
Les militants contestataires partent d'un sombre constat, exposé dans l'éditorial du n° 1 de leur journal :

« […] les derniers restes du peuple arméno-occidental meurent. La nouvelle génération grandit à l'étranger et la vision de la patrie arménienne devient trouble à ses yeux. L'écroulement nous menace. »

Ils cherchent donc à fonder une organisation de « solidarité nationale » au-delà des clivages et veulent du changement,. Ils accusent la direction du parti d'inertie et d'anti-soviétisme, demandant notamment plus de souplesse vis-à-vis de l'Arménie soviétique. Ils l'accusent aussi de turcophilie et l'exhortent à reprendre les actions terroristes contre la Turquie. Enfin, ils demandent plus de place pour la jeune génération et un retour aux sources dans le passé révolutionnaire du parti.
Dans un éditorial de janvier 1933, le mouvement se fait optimiste et volontaire, :

« Dès le début de notre mouvement, dans un souci de corriger l'histoire passée des Arméniens, de la purifier et pour ouvrir la voie de l'histoire future, nous sommes arrivés à la profonde conviction qu'il nous faut purifier l'esprit de notre peuple, afin d'en effacer les traces de l'asservissement séculaire, de l'allumer comme une flamme sacrée, de le dresser, de le moderniser et de l'installer sur son ancien et admirable piédestal. Retrouver la vraie veine antique de la race et, en la confrontant à la culture contemporaine internationale, y faire des greffes, ériger l'âme nouvelle, courageuse, triomphante et sans peur, riche de tendances et de frissons […] C'est la nouvelle génération de l'étranger qui doit accomplir cette tâche […] mais elle doit se mettre à l'écoute du pays, suivre les battements de son cœur, au nom de l'unité et de la totalité de la culture arménienne. »

Selon Krikor Beledian, cet éditorial est de la plume de Vasken Chouchanian, antiraciste déclaré, qui prône un socialisme qui se situe dans le cadre de la nation.
Surtout politique, Mardgotz investit aussi le plan littéraire, voyant en les écrivains arméniens de la nouvelle génération « les gardiens volontaires du feu inextinguible qui lui vient du fond des âges »,.
Le mouvement finit par être infiltré par des agents soviétiques, qui obtiennent un changement de cap idéologique en échange d'une aide financière, ce que les fondateurs dénoncent et ce qui provoque la dissolution du groupe fin 1933.